# BSP Regionalna Energetska Borza
BSP Regionalna Energetska borza (tudi BSP SouthPool) je energetska borza, ki trguje na slovenskem in srbskem trgu z električno energijo. Kot državno podjetje je operater trga z električno energijo v Sloveniji. Njegov direktor je Anže Predovnik.
Podjetje na trgu nastopa pod blagovno znamko BSP SouthPool.

## Zgodovina
Podjetje sta aprila 2008 ustanovila Borzen, ki je v 100-odstotni lasti slovenske države, in Eurex Frankfurt, ki je največja svetovna borza izvedenih finančnih instrumentov. Borzen je imel v podjetju 34 % delež in Eurex 66 %. Borzen je leta 2010 odkupil Eurexov delež. Istega leta je ELES vstopil v podjetje kot polovični lastnik.
Leta 2015 je Vlada Republike Slovenije imenovala podjetje za "operaterja trga z električno energijo (IOTEE) za izvajanje enotnega spajanja trgov za dan vnaprej in znotraj dneva na trgovalnem območju Republike Slovenije."
Leta 2015 je podjetje prejelo nagrado En.odmev strani Energetika.net in bonitetne hiše Bisnode.